# Edward Togo Salmon
Edward Togo Salmon (Londra, 29 maggio 1905 – Londra, 1988) è stato uno storico britannico, specializzato in storia antica, conosciuto anche come E. T. Salmon.

## Biografia
Il secondo nome, "Togo", gli venne attribuito dopo che, nel 1905, la flotta giapponese comandata dall'ammiraglio giapponese Togo distrusse la flotta baltica russa, nella battaglia di Tsushima. Frequentò l'Università di Sydney, poi andò all'Università di Cambridge, dove ottenne la laurea in Lettere e filosofia, per poi perfezionare gli studi in Italia. Salmon è meglio conosciuto per la sua carriera accademica all'Università McMaster, a Hamilton in Ontario, dove insegnò per 43 anni fin dal 1930. Egli tenne la cattedra al Dipartimento di Storia della McMaster, come pure la vice-presidenza alla Principal of University College and Academic.
E. T. Salmon è forse meglio conosciuto per il suo lavoro sui sanniti e la romanizzazione dell'Italia.
Fu per diverso tempo radiocronista della CKOC.